# Punta Chame
Punta Chame è un comune (corregimiento) della Repubblica di Panama situato nel distretto di Chame, provincia di Panama. Si estende su una superficie di 17 km² e conta una popolazione di 443 abitanti (censimento 2010).